# Pelexia mattogrossensis
Pelexia mattogrossensis är en orkidéart som först beskrevs av Frederico Carlos Hoehne, och fick sitt nu gällande namn av Frederico Carlos Hoehne. Pelexia mattogrossensis ingår i släktet Pelexia och familjen orkidéer. Inga underarter finns listade i Catalogue of Life.